# Music from The 3D Concert Experience
L'album Jonas Brothers: The 3D Concert Experience, colonna sonora dell'omonimo film, è stato pubblicato il 27 febbraio 2009, ossia il giorno del debutto nelle sale cinematografiche statunitensi.
Ha debuttato al numero 3 della classifica Billboard 200.

## Tracce
1. That's Just the Way We Roll – 4:06 (Nick Jonas, Joe Jonas, Kevin Jonas, William McAuley)
2. Hold On – 2:47 (Nick Jonas, Joe Jonas, Kevin Jonas)
3. BB Good – 4:15 (Nick Jonas, Joe Jonas, Kevin Jonas, John Taylor)
4. Video Girl – 3:02 (Nick Jonas, Joe Jonas, Kevin Jonas)
5. This Is Me (feat. Demi Lovato) – 3:22 (Adam Watts, Andy Dodd)
6. Hello Beautiful – 3:13 (Nick Jonas, Joe Jonas, Kevin Jonas)
7. Pushin' Me Away – 3:39 (Nick Jonas, Joe Jonas, Kevin Jonas)
8. Should've Said No (feat. Taylor Swift) – 4:13 (Taylor Swift)
9. I'm Gonna Getcha Good! – 4:00 (Shania Twain, John Lagne) – Originariamente interpretata da Shania Twain
10. S.O.S – 2:30 (Nick Jonas)
11. Burnin' Up – 5:42 (Nick Jonas, Joe Jonas, Kevin Jonas)
12. Tonight – 3:30 (Nick Jonas, Joe Jonas, Kevin Jonas, Greg Garbowsky)
13. Live to Party – 3:11 (Nick Jonas, Joe Jonas, Kevin Jonas)
14. Love Is On Its Way – 6:15 (Nick Jonas, Joe Jonas, Kevin Jonas, Kevin Jonas Sr.)

## Classifiche
| Classifiche (2009) | Posizione massima |
| ------------------ | ----------------- |
| Belgio (Vallonia)  | 97                |
| Canada             | 9                 |
| Italia             | 38                |
| Messico            | 3                 |
| Paesi Bassi        | 93                |
| Spagna             | 32                |
| Stati Uniti        | 3                 |